# Ctenoplana kowalevskii
Ctenoplana kowalevskii är en kammanetart som beskrevs av Alexei Alexeievich Korotneff 1886. Ctenoplana kowalevskii ingår i släktet Ctenoplana och familjen Ctenoplanidae. Inga underarter finns listade i Catalogue of Life.